# Fondo di radioattività naturale
Il fondo di radioattività naturale è la quantità di radiazioni ionizzanti dovuta a cause naturali, osservabile e rilevabile ovunque sulla Terra. Il fondo di radioattività naturale è di origine sia terrestre (dovuto a isotopi radioattivi di elementi naturali contenuti nella crosta terrestre), sia extraterrestre (i raggi cosmici).
Il maggior contributo alla dose ricevuta dalla popolazione è data dalla radioattività naturale; i radionuclidi più importanti sono quelli delle serie radioattive dell'238U, del 232Th e del 40K.
I contributi al rateo di dose assorbita di questi tre elementi sono i seguenti:
| Radionuclide/serie radioattiva        | 40K                 | 238U             | 232Th           |
| Concentrazione media al suolo (Bq/kg) | 370 (tra 100 e 700) | 25 (tra 10 e 50) | 25 (tra 7 e 50) |

La media mondiale dell'intensità (rateo) di dose efficace di radioattività assorbita da un essere umano e dovuta al fondo naturale è di 2,4 millisievert (mSv) per anno. Questo valore deve costituire il riferimento per stimare eventuali valutazioni di rischio radioprotezionistico. Tuttavia il livello naturale del fondo naturale di radioattività varia significativamente da luogo a luogo. In Italia ad esempio la dose efficace media valutata per la popolazione è di 3,3 mSv/anno, ma varia notevolmente da regione a regione. Ci sono aree geografiche dove il fondo naturale è significativamente più alto della media mondiale. Fra queste aree si citano Ramsar in Iran, Guarapari in Brasile, Kerala in India, e Yangjiang in Cina. Ad esempio a Ramsar vi sono sorgenti termali dove la radioattività dell'acqua è di 260 mSv/anno ovvero 0,03 mSv/ora.